# Episodi di Kids Incorporated (sesta stagione)
La sesta stagione della serie televisiva Kids Incorporated è stata trasmessa in anteprima negli Stati Uniti d'America da Disney Channel tra il 1989 e il 1990.
| nº | Titolo originale                   | Titolo italiano | Prima TV USA | Prima TV Italia |
| -- | ---------------------------------- | --------------- | ------------ | --------------- |
| 1  | Sweet Dreams                       |                 | 1989         |                 |
| 2  | The Storybook House                |                 | 1989         |                 |
| 3  | The Hero                           |                 | 1989         |                 |
| 4  | Career Jeers                       |                 | 1989         |                 |
| 5  | Never Too Old                      |                 | 1989         |                 |
| 6  | Pollution Problems                 |                 | 1989         |                 |
| 7  | Roughing It                        |                 | 1989         |                 |
| 8  | The Cover Up                       |                 | 1989         |                 |
| 9  | Play It Again, Kids Inc.           |                 |              |                 |
| 10 | Magic Toy Shoppe                   |                 |              |                 |
| 11 | Clique, Clique                     |                 |              |                 |
| 12 | The Further Adventures of Cosmoboy |                 |              |                 |
| 13 | Stop the Presses                   |                 |              |                 |
| 14 | Elementary, My Dear Kids           |                 | 1990         |                 |
| 15 | Karate Kids                        |                 | 1990         |                 |